# La Bala
María Isabella de La Torre Echenique (Cidade do México, 19 de julho de 2004) mais conhecida como "La Bala" é uma youtuber, cantora, compositora, actriz, artista, bailarina, escritora, empresária, publicista e produtora mexicana. Começou como youtuber quando tinha 11 anos, quando teve a ideia de gravar um video e seus pais a apoiaram. Em seu canal realizou, principalmente, sketches e paródias, ainda que nos anos seguintes começou a fazer vlogs, paródias musicais, desafios, bromas, etc.
Em 2017, foi anunciada como uma das anfitriãs nos Eliot Awards Mexico. Em 2018, interpretou uma personagem mais divertida, grosseiro e cómico no filme Luta de Gigantes, em onde interpretou a Beita, uma jovem com dupla animo. Em outubro desse mesmo ano, participou no largometraje Ralph Breaks the Internet, interpretando a Swati. Nesse mesmo ano publico seu primeiro livro Vistmond: O quartel dos sonhos. Em 2019, fez parte do elenco secundário do filme mexicano, Um papai pirata, interpretando-se a ela mesma. Nesse mesmo ano foi eleita como embaixadora de Nickelodeon em Latinoamérica e apareceu na série Clube 57. No final desse ano, realizo uma apresentação ao vivo e recebeu o prêmio a «Inspiração favorita» nos Nickelodeon Kids' Choice Awards México.
Em agosto de 2019, da Torre foi eleita como condutora dos Nickelodeon Kids' Choice Awards México junto a Jaime Camil, ademais interpreto ao vivo sua canção "Pijamas". A fins desse ano, A Bala estreio sua própria série ecológica em Nickelodeon denominada Planeta Bale. Em 2021 recebeu o prêmio a «Inspiração» dos Nickelodeon Kids' Choice Awards México , prêmio que nesse ano o ganharam junto a ela: Sol Carlos, Josué Benjamin e Pau Zurita. Em paralelo a sua carreira como actriz, A Bala tem participado como cantora e escritora como alguns de seus projectos. Tem colaborado com outros YouTubers como Luisito Comunica, Berth Oh!, A Diversión de Martina, Gibby entre outros e acumulou mais de quatro milhões de subscritores em YouTube.

## Biografia
Da Torre nasceu na Cidade de México, México. É filha de Alfredo da Torre e Mónica Echenique, eles foram parte da fundação Little Big. Seu pai também é youtuber e tem um canal com 263,000 subscritores. Sua mãe é dona-de-casa e parte de uma fundação junto a seu esposo, Alfredo da Torre. A Bala começou a produzir videos em YouTube a fins de 2015 sobre sua personagem "A Bala", tinha o sobrenombre da Bala já que dantes de converter-se numa famosa criadora de conteúdo, seus pais foram quem chamaram-na assim desde que era uma menina. É um jogo de palavras; uma combinação das letras de seu nome Isabella, que ademais encaixa à perfección com sua forma de ser espontánea e hiperactiva. Tem duas irmãs menores telefonemas Luciana (Mini Bala) e Camila (Micro Bale) que têm seu próprio canal de YouTube chamado As Balitas.

## Carreira

### Inícios como youtuber e primeiros anos
Em 2016, da Torre começou a fazer videos de situações típicas da vida, chamando a seus fanáticos "Balovers". É um canal variado quanto a conteúdo, que vai desde blogs, canções e reseñas até prêmios anuais como os Kids 'Choice Awards México, televisão Argentina do canal, Telefe, Clube Média Fest, Prêmios Teu Mundo e Prêmios Spotify.
Em outubro de 2017 foi anunciada como anfitriã dos Eliot Awards México 2017 junto a Victoria Volkóva, Roberto Martínez, Luisito Rei e Adela Micha, a gala conto com vários números musicais, e reflexões a respeito da valentia dos jovens ‘milenials’ ante os eventos do passado sismo acontecido em México o 19 de setembro desse ano.
O 23 de agosto de 2018 lançou sua primeira canção chamada "Meu Momento", e depois fez mais canções como: "Desde o Céu" e "Sou Eu", bem como algumas paródias musicais.

### Explosão viral em Internet e outros trabalhos
Em setiembre de 2018 apareceu no filme Luta de Gigantes debutando como actriz com o papel de "Beita". “Sou a irmã de Ian, uma garota pouco feminina, um pouco grosseira, mas acho que todo o que diz o guion de mim é muito divertido. Eu canto 'A quem lhe importa' no concurso de talentos e meu irmão começa a lhe dar indiretas a meu papai, e se põe muito intenso ”, disse A Bala na apresentação do filme. Nesse mesmo mês foi escolhida para dobrar a voz no largometraje Ralph Breaks the Internet para Hispanoamérica onde tomaria o papel de Swati, uma garota preadolescente alta e delgada de pele escura, quem tento recuperar o controle do volante, o que leva a um atira e afloja que termina com ela atirando acidentalmente do volante fora da consola.
Em outubro de 2018, A Bala lançou seu primeiro livro, ao que chamou: Vistmond: O quartel dos sonhos, uma história de fantasía na que convida a todos seus seguidores a sonhar em grande: “Sempre me considerei uma garota sonhadora. Acho que pouco a pouco, e com a ajuda de minha família e meus amigos, dei-me conta de que os sonhos não se fazem realidade só, sina que há que trabalhar neles todos os dias. Com este livro tento transmitir esta mensagem de forma amena a meus leitores ”, comenta a pequena autora A Bala. “Gosto muito do tema dos sonhos e esta ideia surge porque muitas vezes sonho com histórias e gosto de escrevê-las. E 'Vistmond' é o mundo mágico que gostaria de ver ”, comentou A Bala sobre a história que criou para seu livro. “Comecei a escrever canções, poemas, o livro porque o que leio gera ideias que trato de transformar para que sejam as minhas. Espero que meu livro faça isso pela gente, por isso deixei o final aberto e porque gostaria de escrever o segundo; Não tenho começado ainda, mas talvez poderia ser uma saga. Sou uma pessoa que imagina muito e o escrevo ”. Nesse mesmo mês faço parte do tapete amarelo que se levou a cabo no Frontón Cidade de México pela quinta entrega dos Prêmios Eliot Awards.
Em dezembro do 2018 participo de um video publicitário da companhia de brinquedos Mattel, onde participaram influencers mexicanos entre eles: Juan Pablo Zurita, Luisito Comunica, Nath Campos, Giselle Kuri, entre outros. Nesse video denominado Meu Presente Mattel eles se apresentaram escutando e dançando canções do novo gero urbano, reguetón e ao mesmo tempo proporcionam brinquedos da empresa, este facto foi classificado por experientes como influencer marketing.
No 2019 lançou sua canção Infinitos. Os sucessos da Bala não se detiveram aí e em maio de 2019 assinou um contrato de representação exclusiva com Nickelodeon Latinoamérica com o que seu rosto se converteu em imagem exclusiva da cadeia de televisão infantil e também foi embaixadora de todo o conteúdo que se emitiu produz em Nickelodeon. Nickelodeon Latinoamérica trabalhou numa estratégia integral com A Bala que lhe deu a oportunidade de desenvolver produtos de consumo e múltiplos acordos de marketing com sócios promocionais em moda e complementos, depois do qual comentou: “Estou muito feliz de ser parte desta grande família, e digo 'família' porque desde o momento em que conheci a todos em Nickelodeon, me fizeram sentir como em família, tenho estado vendo o canal desde muito jovem, programas como os Kids 'Choice Awards , e para mim, ser parte de Nickelodeon neste momento é como um sonho feito realidade ". Em agosto de 2019 foi escolhida como condutora dos Kids Choice Awards junto com o cantor mexicano Jaime Camil e reconheceu o melhor do entretenimento em diversas categorias, como Artista debutante, Youtuber de banda desenhada favorita, Instagrammer favorito e melhor fandom, ademas teve uma apresentação ao vivo onde interpreto diversas canções suas. O 17 de novembro teve uma apresentação surpresa no programa de televisão Susana Giménez pela segunda temporada do concurso de Pequenos Gigantes do programa onde interpreto sua canção "Meu Momento" junto a Aylen, uma seguidora sua. Nesse mesmo ano participou no filme Um papai pirata, na que aparece Isabella da Torre “A Bala”, versionando a canção Who cares, originalmente interpretada por Alaska e Dinarama.
Em 2020, lançou uma canção chamada "Human" que foi acompanhada de um video musical. Uma semana depois, a canção estava disponível em YouTube Music, Spotify e Deezer. O video musical tem mais de 3.1 milhões de visitas em YouTube, o que o converte numa das canções mais exitosas de seu canal. E lançou um canal em inglês chamado Hey Bala!. O 30 de abril de 2020 também lançou sua canção "Pijama", canção que interpretou ao vivo, da mesma maneira interpreto e actuou sua canção "Como nunca"  junto a Mati Gómez o 3 de novembro desse mesmo ano nos KCA. Ademais participou em atira-a "Clube 57" onde compôs a canção para o final da série que incluía em sua trama uma máquina do tempo. “Essa participação no 'Clube 57' foi súper semental porque sou uma súper fã dos 50 e estava muito contente com o vestido e tudo”, confessa a Torre.
O 12 de outubro do 2020 junto a Mati Gómez estreio a canção "Como nunca", um tema produzido pela Indústria Inc. ‘Como Nunca’ é a primeira colaboração de Bala no gero pop-urbano, pelo que é um projecto que marco sua carreira artística. Actualmente, o video já conta com mais de 4 milhões de reproduções.
Em novembro desse mesmo ano proponho estrear sua própria série ecológica em Nickelodeon chamada Planeta Bale. Depois deste facto num comunicado enviado por antecipado à AP, Tatiana Rodríguez, vice-presidenta senior e chefa de marca para Nickelodeon Latinoamérica, expressou que “não poderíamos estar mais emocionados de ter a Bala apresentando o show e de contar com The Nature Conservancy como aliado nesta incrível iniciativa”. A série estreio-se na quarta-feira 4 de novembro com A Bala como protagonista. Nesse mesmo mês anunciou a estréia de sua primeira série site em seu canal de YouTube chamado Influência, uma séria guionada, produzida e actuada por ela mesma e com a ajuda especial de outros influencers e familiares, depois deste facto se expresso a seus fanáticos em YouTube: "Balovers! Faz como 5 meses muitos de vocês me pediam que faz favor fizesse uma série no canal, além dos videos habituais. Pelo que nesta quinta-feira se estreia a primeira série se chama Influência A escrevi eu, oxalá gostem!". Desta série saco-se uma estréia com um video promocional subida o 8 de novembro. A série estreio-se o 12 de novembro respectivamente com o primeiro e segundo capitulo.

## Vida pessoal
“Creo que lo más importante en todo, en la vida, es amarnos a nosotros mismos. Y nunca olvidar que tus emociones, que lo que sientes va primero. Y más que nada digo esto porque como les digo, yo empecé a dejar mis emociones de lado, lo que yo sentía, todo lo que hago; mi trabajo, todos los proyectos que tenia en mente, los deje a un lado y claramente era muy complicado para mi, quitar tiempo para verlo a él".

La Bala

A Bala teve uma relação com o youtuber Pablo Keegan, o qual foi seu primeiro casal, já que em abril do 2021 anúncio sua ruptura, como começassem a surgir primeiros problemas em sua relação, ela deu a entender que sua exnovio não pôde lhe ter compreendido como se sentia ao respeito. Por outro lado, assegurou que sua saúde mental começou a se ver afectada. Concluo dizendo ter #retomar uma relação próxima que tinha com sua família e que se sente melhor e satisfeita, o qual poderia indicar a relação tão grave que viveu nesse tempo, a sua curta idade de 16 anos, a qual agora só lhe deixou mais que ensinos sobre o amor.

## Filmografía

### Séries de televisão e internet
| Ano  | Título       | Personagem | Papel      |
| ---- | ------------ | ---------- | ---------- |
| 2020 | Club 57      | Ela mesma  | Cantor     |
| 2020 | Planeta Bala | Ela mesma  | Ecologista |
| 2020 | Influência   | Emma       | Influencer |

### Filmes
| Ano  | Título                    | Personagem |
| ---- | ------------------------- | ---------- |
| 2018 | Ralph Breaks the Internet | Swati      |
| 2018 | Luta de Gigantes          | Beita      |
| 2019 | Um papai pirata           | Ela mesma  |

### Nominaciones e prêmios
| Ano  | Prêmio                     | Categoria                          | Trabalho nominado | Resultado | Ref.          |
| ---- | -------------------------- | ---------------------------------- | ----------------- | --------- | ------------- |
| 2016 | Kids' Choice Awards México | Melhor influencer                  | Ela mesma         | Nomeado   | [ 62 ]        |
| 2017 | Kids' Choice Awards México | Melhor influencer                  | Ela mesma         | Nomeado   | [ 63 ]        |
| 2019 | Kids' Choice Awards México | Inspiração favorita                | Ela mesma         | Vencedora | [ 64 ] [ 65 ] |
| 2020 | Kids' Choice Awards México | Artista ou grupo nacional favorito | Ela mesma         | Nomeado   | [ 66 ]        |
| 2021 | Kid’s Choice Awards México | Inspiração                         | Ela mesma         | Vencedora | [ 67 ]        |

## Livros publicados
- — (2018). Vistmond: O quartel dos sonhos Penguin Random House Grupo Editorial
- — (2019). Para além dos sonhos Penguin Random House Grupo Editorial